# Min

Min

Min era el dios lunar, de la fertilidad y la vegetación, dios de la lluvia, protector de los comerciantes y los mineros, representaba la fuerza generadora de la naturaleza en la mitología egipcia. 
- Nombre egipcio: Min.
- Nombre griego: Menulo.
- Deidad griega: Pan.

## Iconografía
Fue representado como hombre de piel negra o verde (colores que simbolizaban respectivamente la regeneración y la fertilidad) manteniendo el falo erecto, sobre un pedestal, y portando corona de dos largas plumas y flagelo. En algunas ocasiones se representa como un toro negro o un león.

## Mitología
Min era de las deidades egipcias más antiguas, su culto se remonta a la época predinástica; procedía de Coptos, cerca de la ruta caravanera del Uadi Hammamat donde era el protector de los viajeros mercaderes y de los mineros. Min era un dios lunar relacionado con el calendario. Estaba vinculado a la realeza pues aseguraba la abundancia. 
Se le consideraba hijo de Ra, o de Shu, y Jentit-Iabet era su madre-esposa; formaba pareja con Repit en Atribis, y con Aperetisis en la época griega, siendo su hijo Kolanthes. También formaba tríada con Kadesh y Reshep. En una estela del museo del Louvre se le cita como hijo de Osiris e Isis.

## Epítetos
Fue denominado "Jefe del Cielo" y "Abridor de las nubes", en la época predinástica, como dios de la lluvia, y fuerza generadora; también era el "Guardián de los caminos", pues era el protector de los comerciantes y caravanas que viajaban por el desierto. Min, como dios lunar, era el "Protector de la Luna". Era llamado "toro de su madre", como fecundador de la diosa-cielo; también era el "Señor del desierto oriental". 

## Sincretismo
Durante el Imperio Medio fue asociado a Horus el Viejo como Min-Horus, y en el Imperio Nuevo con Amón-Ra, siendo 
muy popular. Muchos de los atributos de Min fueron recogidos por Amón, a quien también se le representó a veces con el falo erecto, para destacar su potencia fecundadora. Se le asoció a la serpiente Kamutef en Luxor. Como dios de la fertilidad y la vegetación, los griegos lo asociaron con el dios Pan.

## Culto

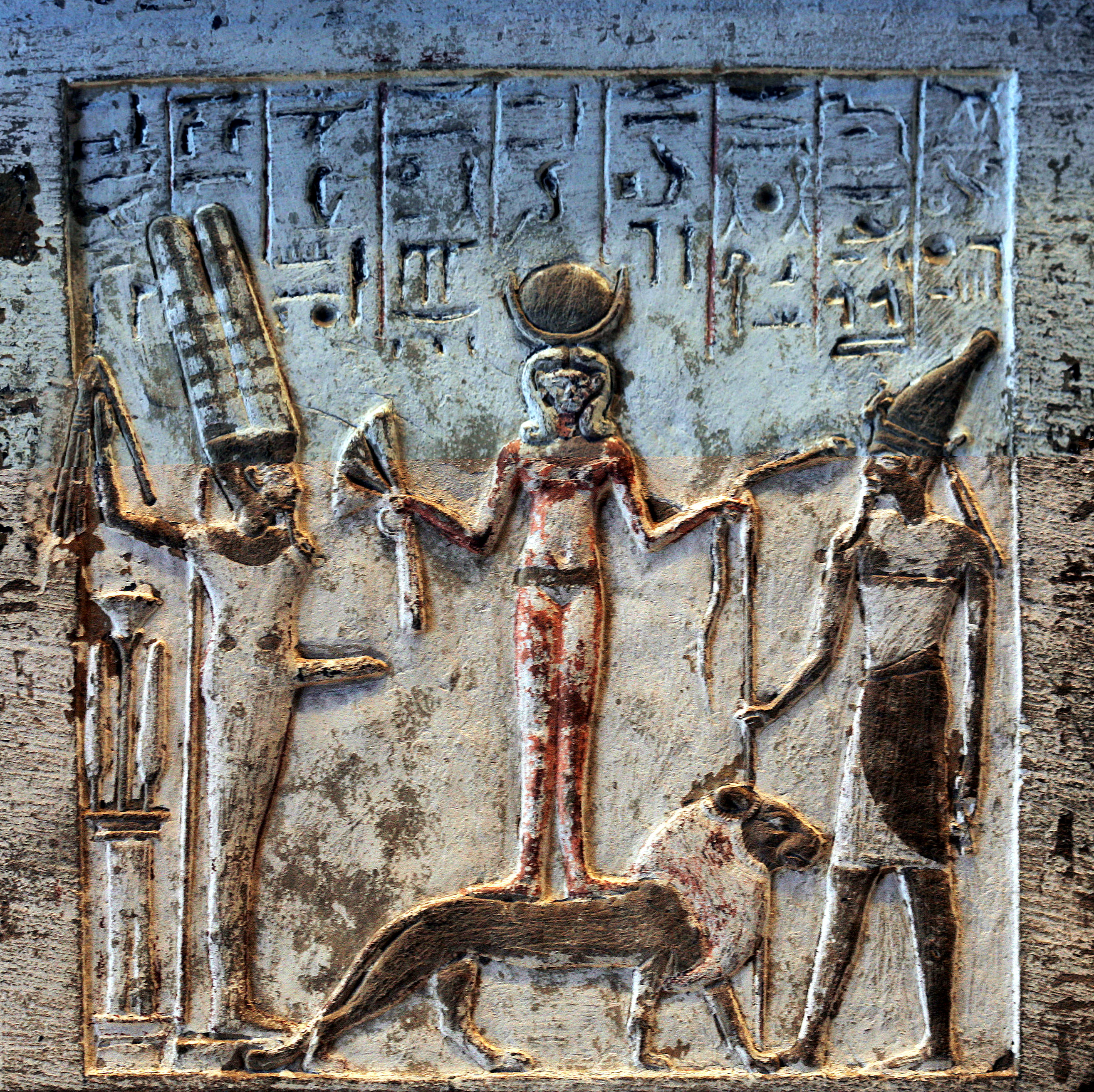
Estela con los dioses Min, Qadesh (Siria) y Reshef (Canaán), en Deir el-Medina, Egipto.

El culto a Min fue uno de los más duraderos y extendidos, siendo popular en la totalidad de Egipto en todos los periodos, desde el predinástico hasta la época romana. Los griegos llamaron a la ciudad de Ipu o Jent-Min, donde era adorado, Panópolis, la actual Ajmin. También fue venerado en Jemnis y Coptos, donde se le adoró en la forma de toro blanco llamado Tep Hesepet durante el Imperio Nuevo.
Era el dios del mes de Tybi, al comienzo de la estación de Peret o de la siembra. Además, el último día del mes lunar estaba consagrado a Min y era llamado el día de "La salida de Min". Durante el Imperio Nuevo era muy popular, celebrándose en su honor fiestas orgiásticas el día 28 del mes de Mesore. 
Se le ofrecía la primera cosecha de trigo en la "Fiesta de la Escalera". La lechuga, debido a sus presuntas propiedades afrodisíacas, era la planta sagrada de Min, y al principio de la estación de la cosecha, se sacaba su imagen del templo a los campos. Ello formaba la parte central del festival de la salida de Min, durante el cual se bendecían los cultivos y se celebraban juegos gimnásticos en su honor.
| R22 · R12 | C8 |

| R22 · R12 | C8 |